# Cap-Santé
Cap-Santé es una ciudad de la provincia de Quebec, Canadá. Está ubicada en el condado regional de Portneuf y a su vez, en la región administrativa de la Capitale-Nationale. Hace parte de las circunscripciones electorales de Portneuf a nivel provincial y de Portneuf a nivel federal.

## Geografía
Cap-Santé se encuentra ubicada en las coordenadas 46°40′00″N 71°47′00″O / 46.66667, -71.78333. Según Statistics Canada, tiene una superficie total de 54,79 km² y es una de las 1135 municipalidades en las que está dividido administrativamente el territorio de la provincia de Quebec.

## Demografía
Según el censo de 2011, había 2996 personas residiendo en esta ciudad con una densidad poblacional de 54,7 hab./km². Los datos del censo mostraron que de las 2666 personas censadas en 2006, en 2011 hubo un aumento poblacional de 330 habitantes (12,4%). El número total de inmuebles particulares resultó de 1327 con una densidad de 24,22 inmuebles por km². El número total de viviendas particulares que se encontraban ocupadas por residentes habituales fue de 1246.